# Nowyj Posiołok (stacja kolejowa)
Nowyj Posiołok (ros. Новый Посёлок, krl. Uuzi pos’olku) – stacja kolejowa w miejscowości Nowyj Posiołok, w rejonie kondopożskim, w Karelii, w Rosji. Położona jest na linii Wołchow - Murmańsk.